# Filippo Brunelleschi
Filippo Brunelleschi   (Florència, 1377 - Florència, 15 d'abril de 1446), de naixement Filippo di Ser Brunellesco Lippi, va ser el gran arquitecte florentí del Renaixement italià. Les seves obres més famoses són totes a Florència. La seva obra mestra és l'alta cúpula de base octagonal del Duomo (catedral de Santa Maria del Fiore), acabada el 1436, la primera cúpula destacable erigida a Itàlia des de l'antigor. Per a l'execució de la seva obra fou imprescindible la tasca de mecenatge portada a terme per la família Mèdici, i concretament per Cosme el Vell.

## Biografia
Brunelleschi va començar com a escultor en un taller florentí i era membre del gremi dels orfebres. En el concurs per a l'adjudicació del segon parell de portes per al Baptisteri de Florència, va competir amb Ghiberti, que va dur a terme la famosa "Porta del Paradís". Sembla que hauria treballat a Roma amb el seu amic Donatello. Els seus vastos interessos comprenien des de les matemàtiques i l'enginyeria fins a l'estudi dels monuments antics. Va inventar enginys hidràulics i va elaborar rellotges, cap dels quals ha sobreviscut fins als nostres dies. Per damunt de tot Brunelleschi serà recordat com l'arquitecte que va establir els nous cànons clàssics dels ritmes serens, la geometria clara i precisa i la simetria, sovint usant els materials més senzills: la pietra serena grisa i l'estuc.
Va desenvolupar un mètode matemàtic-geomètric i mesurable per compondre l'espai il·lusori segons la perspectiva lineal cèntrica, partint de les nocions d'òptica medieval i imaginant un nou concepte d'espai: infinit, continu, preexistent a les figures que l'ocupen, a partir de dos experiments pràctics amb tauletes dibuixades, ara perdudes però reconstruïbles gràcies a les descripcions de Leon Battista Alberti a De Pictura. Un representava el Baptisteri de Florència vist des del portal central de Santa Maria del Fiore i tenia un cel cobert amb paper platejat, de manera que reflectia la llum atmosfèrica real. Aquesta tauleta s'havia de veure a través d'un mirall col·locant un ull en un forat a la part posterior de la tauleta. El mirall, que tenia la mateixa forma que la tauleta, s'havia de col·locar de manera que ho contingués tot: si era més petit s'havia de col·locar més lluny.

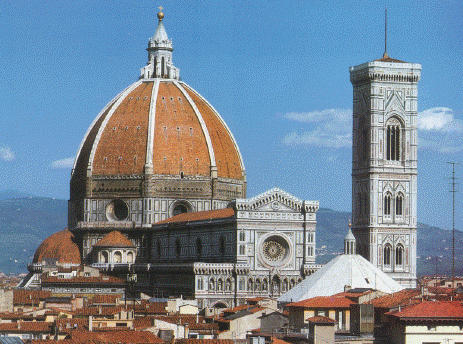
Santa Maria del Fiore, amb la cúpula dissenyada per Brunelleschi

La seva carrera es va centrar, a partir del 1409, en la construcció de la cúpula de Santa Maria del Fiore, esperonat segurament per les seves habilitats en enginyeria. El seu disseny, que possibilitava fer dues grans cúpules de fileres de maó (una d'interior i una d'exterior) sense necessitat de bastir complicades estructures de suport, va guanyar el concurs d'adjudicació el 1418, i el 1423 li encarregaren les obres de construcció de la catedral sencera. Hi va passar la major part de la vida fins a la consecució final de les obres. L'estructura principal es va acabar el 1434 i es veié completada amb el llanternó del Verrocchio el 1436 i les quatre tribunes de mitja cúpula de l'absis el 1438.

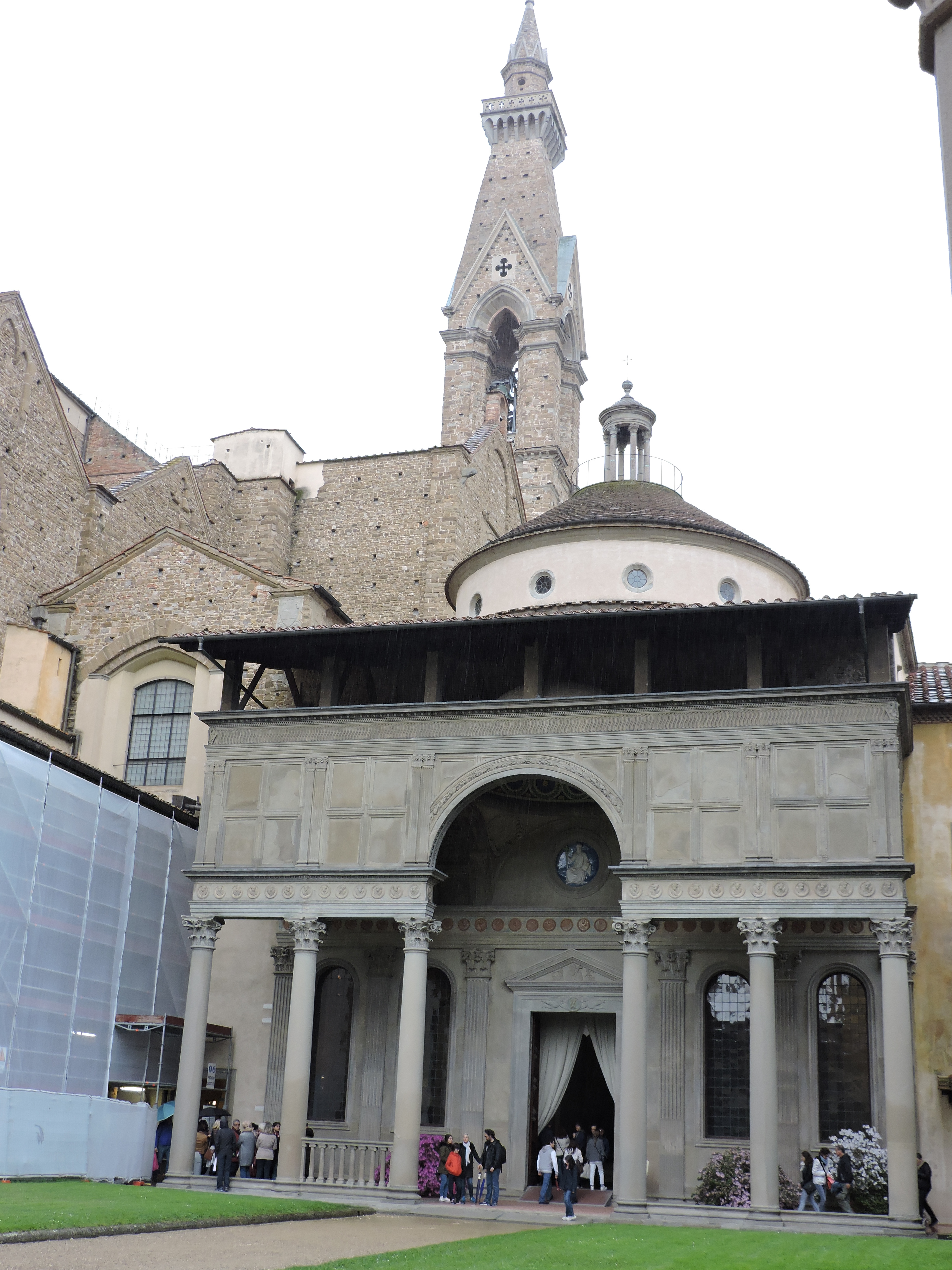
Capella dels Pazzi a Florència.

Durant el procés de construcció, Brunelleschi va dissenyar i bastir la Capella dels Pazzi al claustre de la basílica de Santa Croce, que va començar el 1442 després de llargues negociacions. La capella, destinada a donar sepultura als membres de la família Pazzi, va funcionar com a capítol dels franciscans de Santa Croce. La seva cúpula hemisfèrica i amb nervadures apareix des de l'exterior com una discreta teulada cònica damunt un prim tambor amb petites finestres en forma d'ull de bou. A l'interior, sota la cúpula, la capella és gairebé com un cub, allargassat per dos costats amb voltes de canó. Els murs estan aguantats amb pilastres i arcs semicirculars. Els materials de construcció, que aporten serenor al conjunt, són l'estuc blanc i la pedra grisa que els florentins anomenen precisament pietra serena.
Brunelleschi també va construir l'Hospital dels Innocents (Ospedale degli Innocenti, 1421-24, amb medallons de terracota vidriada d'Andrea della Robbia) i la basílica de San Lorenzo (1421-40). Gràcies a Brunelleschi es va produir, doncs, la transformació del caràcter arquitectònic de Florència.
Quan va morir fou enterrat a la catedral de Santa Maria del Fiore, en una tomba tan modesta que se'n va perdre el rastre durant segles i que no fou redescoberta fins al 1972.
La seva vida ens és narrada a les Vides de Vasari.